# Eva Noblezada
Eva Noblezada   (San Diego, 18 de març de 1996) és una actriu i cantant estatunidenca més coneguda pel seu treball als escenaris de Broadway i al cinema independent.
Noblezada va debutar a Broadway com a Kim en un revival de Miss Saigon, una actuació per la qual va rebre una nominació al premi Tony 2017. També va originar el paper principal d'Eurydice a Hadestown a Broadway, una actuació per la qual va rebre la seva segona nominació premi Tony a la millor actriu protagonista de musical, a més de guanyar el premi Grammy 2020 per Millor àlbum de teatre musical. Noblezada també interpretà el personatge principal de Rose a la pel·lícula estrenada per Sony Yellow Rose, estrenada als cinemes el 9 d'octubre de 2020.

## Biografia
Eva Maria Noblezada va néixer el 18 de març de 1996 a San Diego, Califòrnia, de pare filipí, Jon, i d'una mare mexicana-americana, Angie Noblezada. La família es van mudar a Charlotte, Carolina del Nord, on va assistir a la Northwest School of the Arts fins als 17 anys. La seva tia és Annette Calud, que va interpretar a "Celina" a Sesame Street i també va interpretar a Kim a Miss Saigon. a Broadway.

### Carrera
L'1 de juliol de 2013, Noblezada es va convertir en un dels cinc finalistes dels Premis Nacionals de Teatre Musical de l'Escola Superior de 2013, també coneguts com els Premis Jimmy. La seva interpretació de la cançó "With You" de Ghost durant la cerimònia de lliurament dels premis al Minskoff Theatre de Nova York va ser percebuda per la directora de càsting Tara Rubin, que va organitzar una audició per a Noblezada, que aleshores tenia 17 anys, abans que el productor Cameron Mackintosh per al pròxim revival al West End de Miss Saigon. Noblezada va obtenir el paper principal de Kim.
A la primavera del 2014, Noblezada va deixar la Northwest School of the Arts de Charlotte per protagonitzar Miss Saigon a Londres. Per la seva interpretació com a Kim, Noblezada va guanyar el premi WhatsOnStage 2015 a la millor actriu en un musical. Va interpretar "I'd Give My Life for You" a la cerimònia dels premis Laurence Olivier 2015.
Després de l'estada limitada de Miss Saigon a Londres, Noblezada va assumir el paper d'Éponine a la producció del West End de Les Misérables a l'abril del 2016.
El 2 de maig de 2016, Noblezada va debutar al Carnegie Hall, celebrant Alain Boublil i Claude-Michel Schönberg, interpretant "The Movie in My Mind" amb Lea Salonga i els New York Pops.
Noblezada va repetir la seva actuació com Kim en el primer revival a Broadway de Miss Saigon, que es va estrenar al Broadway Theatre el 23 de març, 2017 per a una estada limitada fins al 14 de gener de 2018. Per la seva actuació, Noblezada va ser nominada per al Premi Tony a la Millor Actriu en un musical 2017.
Al novembre de 2018, Noblezada va obrir el paper principal d'Eurydice a la producció del musical del Royal National Theatre, Hadestown. Va continuar en el paper d'Eurydice quan la producció es va traslladar al Walter Kerr Theatre de Broadway a l'abril de 2019. Va rebre una nova nominació al premi Tony pel seu paper i va guanyar l'actriu protagonista favorita de Broadway.com Audience Choice Awards. en una categoria Musical.

### Vida personal
Noblezada es va casar amb la seva parella de sempre, l'actoir Leo Roberts, el 4 de novembre de 2017. Es van separar el 2019. Actualment, Noblezada surt amb la co-estrella de Hadestown, Reeve Carney.
Ha estat vocal sobre les seves lluites personals amb l'ansietat, la depressió, la bulímia i el trastorn dismòrfic corporal.

## Crèdits professionals

### Teatre
| Any          | Títol          | Paper    | Teatre                         | Director(s)     | Ref.   |
| ------------ | -------------- | -------- | ------------------------------ | --------------- | ------ |
| 2014–16      | Miss Saigon    | Kim      | Prince Edward Theatre          | Laurence Connor | [ 19 ] |
| 2016         | Les Misérables | Éponine  | Queen's Theatre                |                 |        |
| 2017–18      | Miss Saigon    | Kim      | Broadway Theatre               | Laurence Connor |        |
| 2018–19      | Hadestown      | Eurídice | Royal National Theatre         | Rachel Chavkin  |        |
| 2019–present | Hadestown      | Eurídice | Broadway's Walter Kerr Theatre | Rachel Chavkin  |        |

## Filmografia
| Any  | Títol       | Paper       | Notes |
| ---- | ----------- | ----------- | ----- |
| 2019 | Yellow Rose | Rose Garcia |       |

## Premis i nominacions
| Any  | Premi                              | Categoria                                     | Obra        | Resultat  | Ref.          |
| ---- | ---------------------------------- | --------------------------------------------- | ----------- | --------- | ------------- |
| 2013 | Jimmy Award                        | Millor actuació d'una actriu                  | Footloose   | Top 3     |               |
| 2015 | WhatsOnStage Award                 | Millor actriu en un musical                   | Miss Saigon | Guanyador |               |
| 2017 | Premi Tony                         | Millor actriu protagonista de musical         | Miss Saigon | Nominat   | [ 20 ]        |
| 2017 | Premi Drama League                 | Distinguished Performance                     | Miss Saigon | Nominat   |               |
| 2017 | Broadway.com Audience Choice Award | Actuació favorita                             | Miss Saigon | Nominat   |               |
| 2017 | Premi Theatre World                | Premi Theatre World                           | Miss Saigon | Honoree   |               |
| 2019 | Premi Tony                         | Millor actriu protagonista de musical         | Hadestown   | Nominat   | [ 21 ]        |
| 2019 | Broadway.com Audience Choice Award | Actriu protagonista favorita en un musical    | Hadestown   | Guanyador | [ 22 ] [ 23 ] |
| 2019 | Broadway.com Audience Choice Award | Parella favorita en escena (amb Reeve Carney) | Hadestown   | Nominat   | [ 22 ] [ 23 ] |
| 2020 | Premi Grammy                       | Millor àlbum de teatre musical                | Hadestown   | Guanyador |               |